# Percy Andrews
Arthur Percy Andrews (12 tháng 6 năm 1922 – 28 tháng 2 năm 1985) là một cầu thủ bóng đá người Anh.